# Wyższa Szkoła Technologii Informatycznych w Warszawie

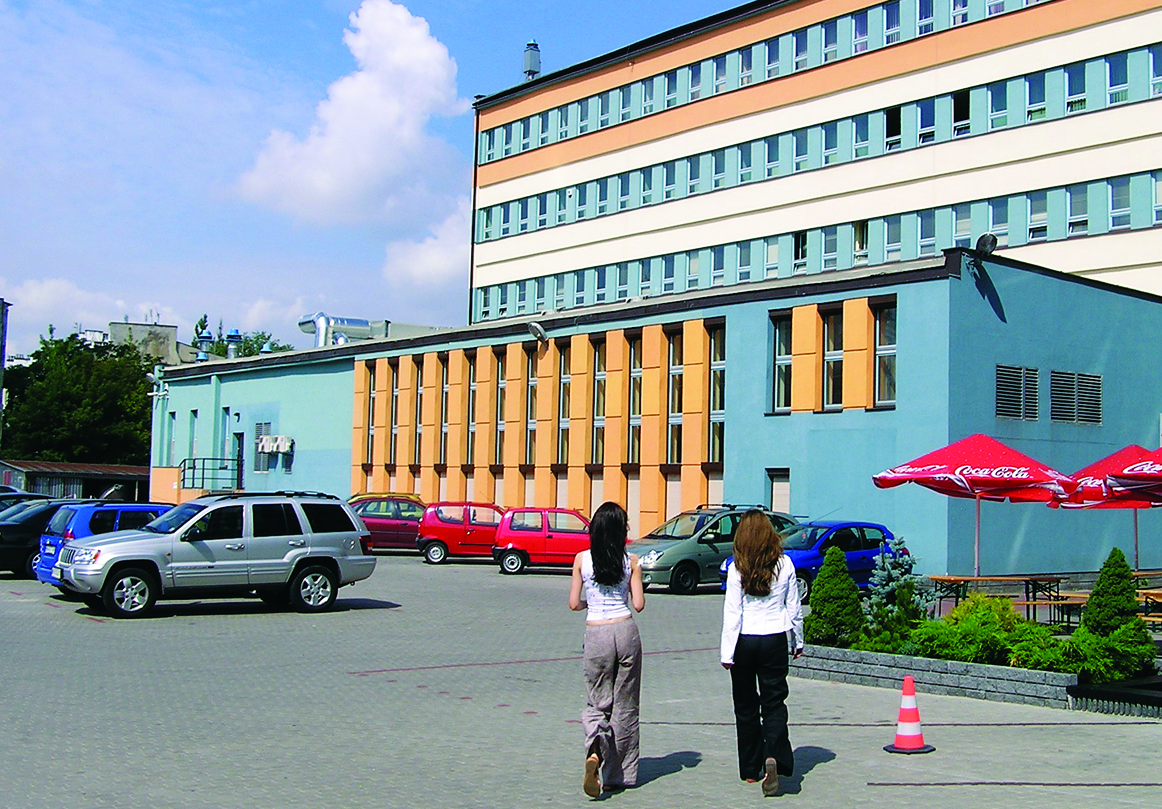
Budynek Wyższej Szkoły Technologii Informatycznych

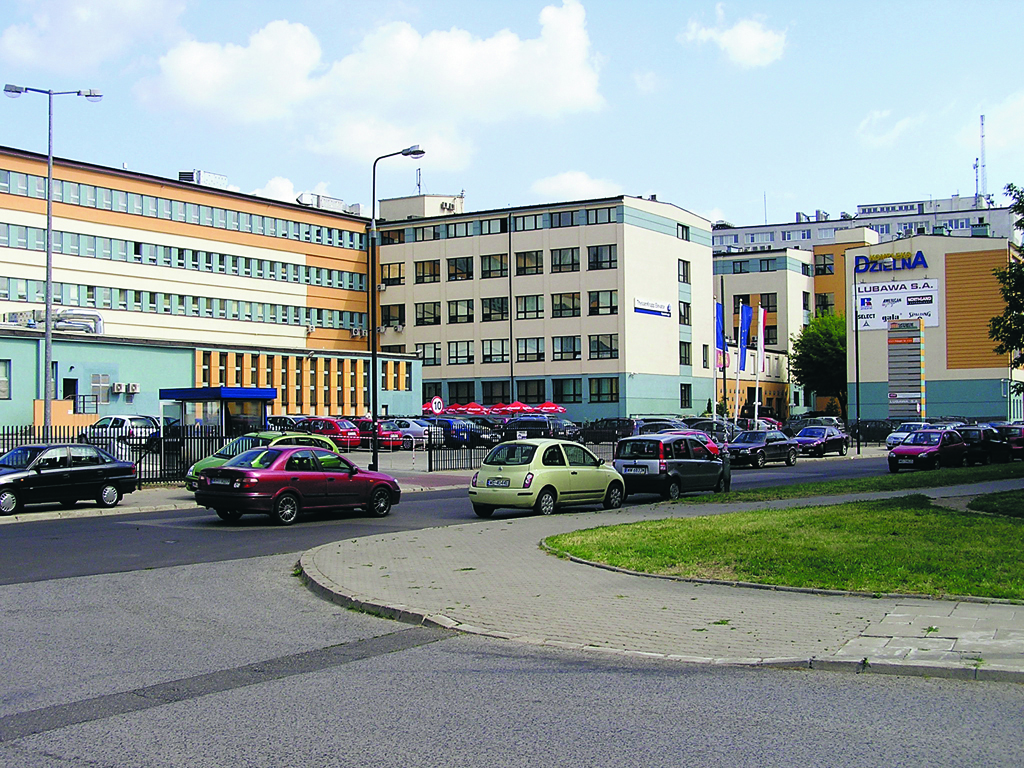
Budynek Wyższej Szkoły Technologii Informatycznych, widok od strony ul. Dzielnej

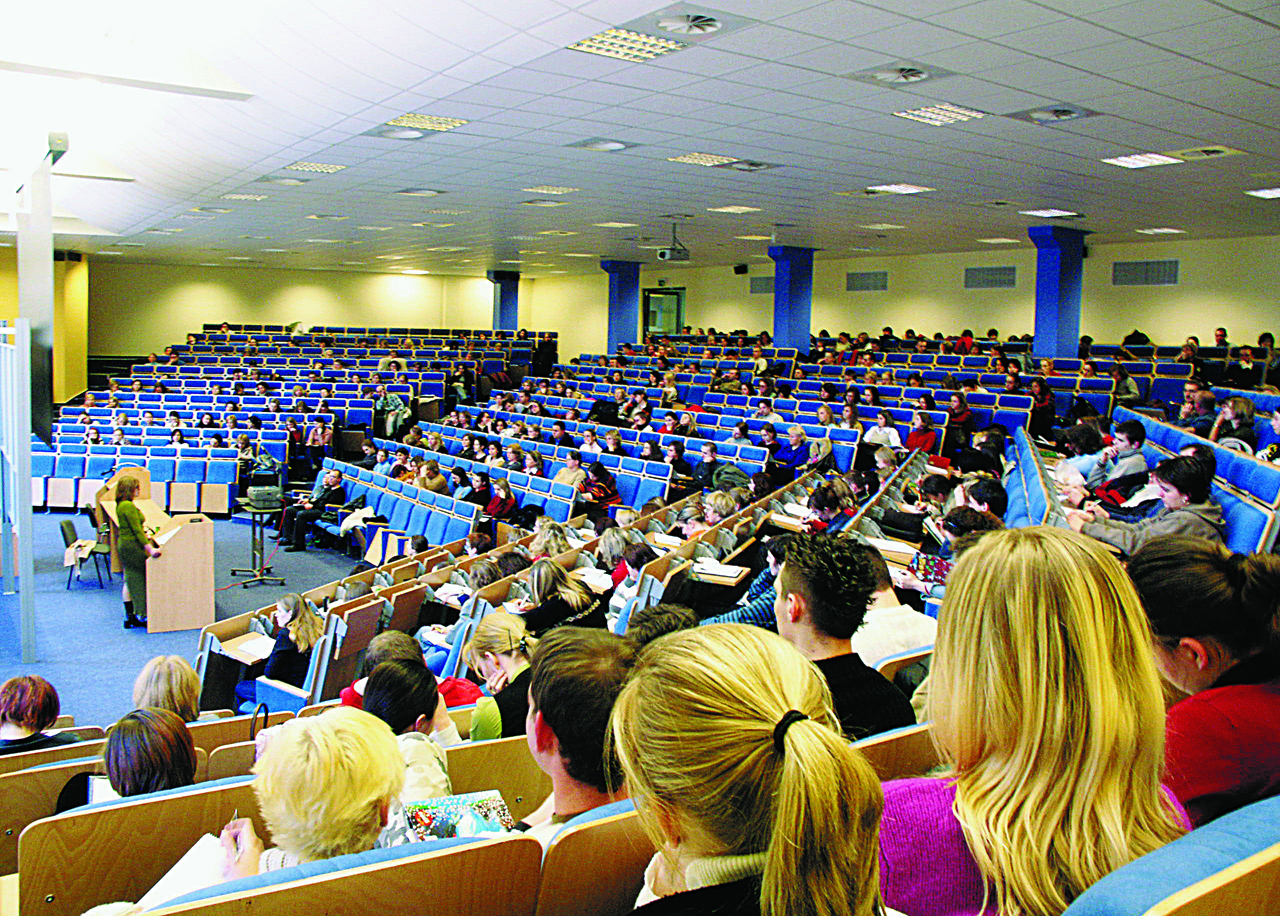
Aula Główna Wyższej Szkoły Technologii Informatycznych

Wyższa Szkoła Technologii Informatycznych w Warszawie (w skrócie WSTI) – uczelnia niepubliczna, działająca w latach 2004-2019, specjalizująca się w kształceniu inżynierów informatyków. W drugiej połowie 2019 uczelnia zmieniła siedzibę z budynku przy ulicy Pawiej 55 na kompleks przy ulicy Okopowej 59. Od 1 października 2019 stała się częścią Akademii Ekonomiczno-Humanistycznej w Warszawie (wcześniej: Wyższa Szkoła Finansów i Zarządzania w Warszawie – WSFiZ), która mieści się w tym samym obiekcie.

## Władze uczelni
- Rektor – prof. WSTI, dr hab. inż. Marek Cieciura
- Prorektor ds. Rozwoju – prof. WSTI, dr hab. Zenon Biniek
- Dziekan Wydziału Informatyki – dr inż. Feliks Kurp

## Kierunek studiów
Wyższa Szkoła Technologii Informatycznych prowadziła 4-letnie studia stacjonarne i niestacjonarne (wieczorowe i zaoczne) na kierunku Informatyka.

### Specjalności na kierunku Informatyka
- Grafika Komputerowa i DTP
- Informatyka Medyczna
- Projektowanie baz danych
- Projektowanie Aplikacji Mobilnych
- Projektowanie Aplikacji Multimedialnych
- Sieci Komputerowe
- Sprzedaż Technologii i Usług Informatycznych
- Testowanie Oprogramowania

## Programy międzynarodowe
Wyższa Szkoła Technologii Informatycznych w Warszawie otrzymała rozszerzoną Kartę Uczelni Erasmus, dzięki której do roku 2013 uczestniczyła w działaniach tego programu. W roku akademickim 2009/2010 w ramach Programu Erasmus WSTI realizowała 3-miesięczne zagraniczne praktyki studenckie. Studenci mieli możliwość otrzymania stypendium. Ponadto istniała możliwość uzyskania dokumentu Europass – Mobilność, poświadczającego odbycie wyjazdu w ramach tzw. europejskiej ścieżki kształcenia. 

## Organizacje Studenckie
- Koła Naukowego Studentów Wyższej Szkoły Technologii Informatycznych Sophos
- Biuro Karier

## Akredytacja
Państwowa Komisja Akredytacyjna, mocą uchwały z dnia 1 lipca 2009 r. wydała ocenę pozytywną w sprawie jakości kształcenia na kierunku studiów Informatyka prowadzonego na poziomie studiów inżynierskich pierwszego stopnia na Wydziale Informatyki Wyższej Szkoły Technologii Informatycznych w Warszawie.